# Келли, Маргарет
Маргарет (Мэгги) Келли(-Хохман) (англ. Margaret Mary «Maggie» Kelly(-Hohmann); род. 22 сентября 1956, Ливерпуль) — британская пловчиха, призёр Игр Содружества, чемпионата мира и Олимпийских игр, участница трёх Олимпиад.

## Карьера
На летних Олимпийских играх 1976 года в Монреале Келли выступала в плавании на 100 и 200 метров брассом и комбинированной эстафете 4×100 метров. В двух первых видах она заняла 7-е место, а в эстафете сборная Великобритании стала 6-й.
На следующей Олимпиаде в Москве снова выступала в тех же дисциплинах. На дистанции 100 метров брассом она заняла 4-е место, а на 200-й метровой дистанции выбыла из борьбы на предварительной стадии. В комплексном плавании сборная Великобритании (Хелен Джеймсон, Маргарет Келли, Энн Осгерби, Джун Крофт) стала серебряном призёром с результатом 4:12,24 с, уступив сборной ГДР (4:06,67 с — мировой рекорд) и опередив сборную СССР (4:13,61 с).
На летней Олимпиаде 1988 года в Сеуле Келли выступала в плавании на 100 метров, где заняла 20-е место.